# Score (časopis)
SCORE je časopis původně výhradně o počítačových hrách, dnes i o těch konzolových, vydávaný v České republice a Slovenské republice od roku 1994. Vychází jako měsíčník pod vydavatelstvím Omega Publishing Group vlastněná Adolfem Kalinou. SCORE je nejčtenějším herním magazínem v Česku.

## Historie
Prvé číslo vyšlo v lednu 1994 nákladem 30 000 kusů; rozsah činil 52 stran a cena 30 Kč. Duchovním otcem magazínu byla firma Vision, v té době rozšiřující síť prodejen s názvem Score; první provozovnu otevřeli na Praze 6. Zpočátku vydávala časopis společnost Art Consulting, vlastněná Oldřichem a Tomášem Hejtmánkovými. Prvním šéfredaktorem se stal tehdy osmnáctiletý Jan Eisler, zástupcem šéfredaktora Andrej Anastasov. Současným šéfredaktorem je Jan Kotrba. Jeho předchůdci byli Jan Eisler (#1–30, 35), Andrej Anastasov (#31–34, 58–67), Oldřich Hejtmánek (#36), Tomáš Mrkvička (#37–42), Karel Papík (#43–57), Tomáš Zvelebil (#68–90), Mikoláš Tuček (#91–131, 227–237), Jan Modrák (#132–203, 254–310), Lukáš Bašta (#204–226), Jan Vrobel (#238–253) a Adam Bejšovec (#311–?).
Časopis SCORE získal v České republice v průběhu let až kultovní status, od svých počátků je jeho typickým znakem odvážný, vtipný a někdy až kontroverzní způsob psaní. Původními redaktory byli jen Jan Eisler (často vystupující pod přezdívkou Ice) a Andrej Anastasov (Andrew), oba měli zkušenosti z podobného časopisu Excalibur, a oba se stali pro svůj svérázný styl psaní a humor velmi oblíbenými redaktory mezi vyhraněnou hráčskou komunitou, postupně se okolo časopisu vytvořila kultovní atmosféra.
Specifická je zvláštní rivalita mezi čtenáři SCORE a konkurenčního časopisu Level. S trochou nadsázky by se dala přirovnat k soupeření fanoušků sportovních klubů Sparta a Slavia.

## Obsah
Každé vydání má pravidelně 132 stran a kromě ustálených rubrik jako jsou Novinky, Preview, Zoom, Recenze, Téma, Insider, Právě Hrajeme, Kultura nebo Techbox jsou v něm i nepravidelné části jako jsou specializovaná témata, reportáže nebo rozhovory. 
Od čísla 20 (rok 1995) byl součástí CD-ROM přílohy i samostatný diskmag Pařeniště a někteří jeho autoři psali i přímo do SCORE. Pařeniště se později přesunulo do nového multimediálního CD-ROM časopisu KLAN, který v prosinci 1996 založil původní šéfredaktor SCORE Jan Eisler; nutno dodat, že i KLAN později skončil jako příloha časopisu PC Gamer a v konkurenci on-line obsahu zanikl úplně. 
Od srpna 1995 do května 2020 byla součástí i fyzická média: CD a od února 2004 DVD, s demoverzemi nebo plnými hrami. V současnosti si čtenáři musí na internetu zaregistrovat a aktivovat digitální kód.

## Kontroverze
Některá vydání v minulosti doprovázely taky kontroverzní události: například zavirovaná reklamní disketa k politickému thrilleru Síť (externě dodaná firmou Bonton Home Video), aféra kolem Andreje Anastasova, k předplatnému nikdy nedodané (v roce 2000 ještě velmi drahé) optické myši Microsoft, „plná“ verze hry Descent 3 nebo prodleva mezi posledním číslem roku 2019 a prvním číslem 2020.